# Championnat de Suisse de hockey sur glace 1990-1991
Saison précédente Saison suivante
La saison 1990-1991 est la 82e saison du championnat de Suisse de hockey sur glace. La LNA voit la consécration du CP Berne comme vainqueur de la saison régulière et du titre, à l'issue des play-off.

## Ligue nationale A

### Saison régulière
Berne termine la saison régulière à la première place de LNA, après l'avoir menée de la première à la dernière journée, ne concédant que deux défaites sur 36 rencontres (quatre contre chaque autre équipe du championnat). Les deux sont concédées face à Fribourg, la seule équipe avec Lugano qui remportera une manche lors de la finale des play-off face aux Ours.
Le HC Sierre est le deuxième plus mauvais club de la saison et, avec le HC Olten finissant dernier avec seulement huit victoires, joue la poule de relégation, alors que les huit autres équipes sont qualifiées pour les play-off. 
| Clt   | Équipe               | PJ | V  | D  | N | BP  | BC  | Diff | Pts |
| ----- | -------------------- | -- | -- | -- | - | --- | --- | ---- | --- |
| +001, | CP Berne             | 36 | 28 | 2  | 6 | 177 | 81  | +96  | 62  |
| +002, | HC Lugano (T)        | 36 | 26 | 6  | 4 | 172 | 94  | +78  | 56  |
| +003, | EHC Kloten           | 36 | 22 | 11 | 3 | 180 | 128 | +52  | 47  |
| +004, | HC Fribourg-Gottéron | 36 | 19 | 15 | 2 | 167 | 147 | +20  | 40  |
| +005, | HC Ambrì-Piotta      | 36 | 15 | 19 | 2 | 155 | 175 | -20  | 32  |
| +006, | Zürcher SC           | 36 | 12 | 19 | 5 | 138 | 165 | -27  | 29  |
| +007, | HC Bienne            | 36 | 10 | 18 | 8 | 151 | 173 | -22  | 28  |
| +008, | EV Zoug              | 36 | 10 | 21 | 5 | 136 | 179 | -43  | 25  |
| +009, | HC Sierre (P)        | 36 | 9  | 21 | 6 | 133 | 189 | -56  | 24  |
| +010, | HC Olten             | 36 | 8  | 27 | 1 | 111 | 189 | -78  | 17  |

- En gras : qualifié pour les play-off
- En italique : en poule de promotion/relégation LNA/LNB

### Séries éliminatoires
Les huit qualifiés accèdent aux séries éliminatoires commençant donc par les quarts de finale. Le premier de la saison régulière affronte le huitième et le vainqueur de cette rencontre affronte, en demi-finale, le vainqueur du match entre le quatrième et le cinquième. Dans le bas de tableau, le deuxième de la saison régulière affronte le septième et le vainqueur se frotte, en demi-finale, au vainqueur du match entre le troisième et le sixième.
Les quarts de finale et demi-finales se jouent en trois manches gagnantes, chaque manche se déroulant en alternance dans les deux villes s'affrontant, le club ayant été le mieux classé commençant à domicile. Il doit obligatoirement y avoir un vainqueur avec, si besoin, prolongations et tirs au but, contrairement à la saison régulière durant laquelle les matchs nuls sont comptabilisés comme tels à la fin du temps réglementaire. 
La finale, qui voit se rencontrer Berne et Lugano, les deux premiers de la saison régulière, se joue également en trois manches gagnantes. C'est finalement le CP Berne qui l'emporte 3-1. Cette finale est très serrée, chacune des deux équipes remportant une en prolongations, et l'écart entre les deux équipes étant à trois reprises d'un but. Le match décisif se joue à Lugano mais voit Berne sacré champion grâce au but de Martin Rauch durant les prolongations.
|  | Quarts de finale | Quarts de finale     | Quarts de finale | Quarts de finale     |   |               | Demi-finales | Demi-finales | Demi-finales | Demi-finales |  |  | Finale | Finale | Finale | Finale |
|  |                  |                      |                  |                      |   |               |              |              |              |              |  |  |        |        |        |        |
|  |                  |                      |                  |                      |   |               |              |              |              |              |  |  |        |        |        |        |
|  |                  |                      |                  |                      |   |               |              |              |              |              |  |  |        |        |        |        |
|  | 1                | CP Berne             | 3                | 3                    |   |               |              |              |              |              |  |  |        |        |        |        |
|  | 1                | CP Berne             | 3                | 3                    |   |               |              |              |              |              |  |  |        |        |        |        |
|  | 8                | EV Zoug              | 0                | 0                    |   |               |              |              |              |              |  |  |        |        |        |        |
|  | 8                | EV Zoug              | 0                | 0                    | 1 | CP Berne      | 3            | 3            |              |              |  |  |        |        |        |        |
|  |                  |                      |                  |                      | 1 | CP Berne      | 3            | 3            |              |              |  |  |        |        |        |        |
|  |                  |                      | 4                | HC Fribourg-Gottéron | 0 | 0             |              |              |              |              |  |  |        |        |        |        |
|  | 4                | HC Fribourg-Gottéron | 4                | HC Fribourg-Gottéron | 0 | 0             | 3            | 3            |              |              |  |  |        |        |        |        |
|  | 4                | HC Fribourg-Gottéron |                  |                      |   |               |              | 3            |              |              |  |  |        |        |        |        |
|  | 5                | HC Ambrì-Piotta      | 2                | 2                    |   |               |              |              |              |              |  |  |        |        |        |        |
|  | 5                | HC Ambrì-Piotta      | 2                | 2                    | 1 | CP Berne      | 3            | 3            |              |              |  |  |        |        |        |        |
|  |                  |                      |                  |                      | 1 | CP Berne      | 3            | 3            |              |              |  |  |        |        |        |        |
|  |                  |                      | 2                | HC Lugano (T)        | 1 | 1             |              |              |              |              |  |  |        |        |        |        |
|  | 2                | HC Lugano (T)        | 2                | HC Lugano (T)        | 1 | 1             | 3            | 3            |              |              |  |  |        |        |        |        |
|  | 2                | HC Lugano (T)        |                  |                      |   |               |              |              |              |              |  |  |        |        |        |        |
|  | 7                | HC Bienne            | 0                | 0                    |   |               |              |              |              |              |  |  |        |        |        |        |
|  | 7                | HC Bienne            | 0                | 0                    | 2 | HC Lugano (T) | 3            | 3            |              |              |  |  |        |        |        |        |
|  |                  |                      |                  |                      | 2 | HC Lugano (T) | 3            | 3            |              |              |  |  |        |        |        |        |
|  |                  |                      | 3                | EHC Kloten           | 1 | 1             |              |              |              |              |  |  |        |        |        |        |
|  | 3                | EHC Kloten           | 3                | EHC Kloten           | 1 | 1             | 3            | 3            |              |              |  |  |        |        |        |        |
|  | 3                | EHC Kloten           |                  |                      |   |               |              | 3            |              |              |  |  |        |        |        |        |
|  | 6                | Zürcher SC           | 1                | 1                    |   |               |              |              |              |              |  |  |        |        |        |        |
|  | 6                | Zürcher SC           | 1                | 1                    |   |               |              |              |              |              |  |  |        |        |        |        |
|  |                  |                      |                  |                      |   |               |              |              |              |              |  |  |        |        |        |        |

Berne remporte le 8e titre de son histoire.

### Poule de relégation/promotion LNA/LNB
Ce tournoi se déroule entre les deux dernières équipes de LNA et les quatre premières de LNB, avec deux rencontres entre chaque équipe. À la fin, les deux premières accèdent ou se maintiennent en LNA, les quatre dernières se maintiennent ou descendent en LNB.
Finalement, le HC Olten remporte la mise et se maintient dans l'élite. Le HC Coire, en terminant deuxième, accède de nouveau à la première division, tandis que le HC Sierre, troisième, la quitte et descend en LNB.
| Clt   | Équipe                   | PJ | V | D | N | BP | BC | Diff | Pts |
| ----- | ------------------------ | -- | - | - | - | -- | -- | ---- | --- |
| +001, | HC Olten (LNA)           | 10 | 7 | 2 | 1 | 57 | 37 | +20  | 15  |
| +002, | HC Coire (LNB)           | 10 | 7 | 3 | 0 | 63 | 54 | +9   | 14  |
| +003, | HC Sierre (LNA) (P)      | 10 | 5 | 4 | 1 | 55 | 42 | +13  | 11  |
| +004, | SC Rapperswil-Jona (LNB) | 10 | 3 | 4 | 3 | 46 | 51 | -5   | 9   |
| +005, | HC Ajoie (LNB) (R)       | 10 | 4 | 5 | 1 | 43 | 50 | -7   | 9   |
| +006, | Lausanne HC (LNB)        | 10 | 1 | 9 | 0 | 46 | 66 | -20  | 2   |

- En gras : reste ou est promu en LNA
- En italique : reste ou est relégué en LNB

### Statistiques

#### Classement des meilleurs pointeurs
| Rang | Nom                  | Équipe               | Matchs | Buts | Passes | Points |
| ---- | -------------------- | -------------------- | ------ | ---- | ------ | ------ |
| 1    | Viatcheslav Bykov    | HC Fribourg-Gottéron | 36     | 35   | 49     | 84     |
| 2    | Andreï Khomoutov     | HC Fribourg-Gottéron | 36     | 39   | 43     | 82     |
| 3    | Kent Nilsson         | EHC Kloten           | 34     | 37   | 40     | 77     |
| 4    | Peter Jaks           | HC Ambrì-Piotta      | 36     | 36   | 35     | 71     |
| 5    | Michael Bullard      | HC Ambrì-Piotta      | 36     | 36   | 33     | 69     |
| 6    | Kelly Glowa          | HC Sierre            | 36     | 34   | 27     | 61     |
| 7    | Mats Näslund         | HC Lugano            | 33     | 26   | 31     | 57     |
| 8    | Michael Richard (de) | Zürcher SC           | 36     | 28   | 24     | 52     |
| 9    | Normand Dupont       | HC Bienne            | 36     | 22   | 27     | 49     |
| 10   | Mario Brodmann (en)  | HC Fribourg-Gottéron | 36     | 27   | 18     | 45     |

#### Affluences
Le tableau ci-dessous montre le nombre moyen de spectateurs par rencontre lors de cette saison 1990-1991. Au total, c'est un nombre cumulé de plus d'un million de personnes qui assistent aux différentes rencontres dans les dix villes prenant part à ce championnat. À Fribourg plus qu'ailleurs, ce chiffre est atteint grâce aux deux grands joueurs soviétiques du club, Viatcheslav Bykov et Andreï Khomoutov, qui font le spectacle en marquant de nombreux points.
| Rang | Club                 | Spectateurs |
| ---- | -------------------- | ----------- |
| 1    | CP Berne             | 12 731      |
| 2    | Zürcher SC           | 7 986       |
| 3    | HC Fribourg-Gottéron | 6 882       |
| 4    | EV Zoug              | 5 322       |
| 5    | HC Bienne            | 5 206       |
| 6    | HC Lugano            | 5 014       |
| 7    | HC Sierre            | 4 303       |
| 8    | EHC Kloten           | 4 302       |
| 9    | HC Ambrì-Piotta      | 4 029       |
| 10   | HC Olten             | 3 678       |

## Ligue nationale B

### Saison régulière
| Clt   | Équipe                 | PJ | V  | D  | N | BP  | BC  | Diff | Pts |
| ----- | ---------------------- | -- | -- | -- | - | --- | --- | ---- | --- |
| +001, | HC Coire               | 36 | 23 | 11 | 2 | 226 | 153 | +73  | 48  |
| +002, | SC Rapperswil-Jona     | 36 | 20 | 10 | 6 | 154 | 130 | +24  | 46  |
| +003, | Lausanne HC            | 36 | 20 | 13 | 3 | 194 | 181 | +13  | 43  |
| +004, | HC Ajoie (R)           | 36 | 18 | 13 | 5 | 148 | 152 | -4   | 41  |
| +005, | EHC Bülach (P)         | 36 | 18 | 15 | 3 | 182 | 154 | +28  | 39  |
| +006, | SC Herisau             | 36 | 15 | 15 | 6 | 165 | 141 | +24  | 36  |
| +007, | HC Martigny            | 36 | 14 | 16 | 6 | 143 | 145 | -2   | 34  |
| +008, | SC Lyss                | 36 | 15 | 17 | 4 | 148 | 174 | -26  | 34  |
| +009, | SC Langnau             | 36 | 14 | 21 | 1 | 155 | 172 | -17  | 29  |
| +010, | Genève-Servette HC (P) | 36 | 2  | 28 | 6 | 100 | 213 | -113 | 10  |

- En gras : qualifié pour la poule de promotion/relégation LNA/LNB
- En italique : en poule de maintien en LNB

### Poule de maintien en LNB
| Clt   | Équipe                 | PJ | V | D  | N | BP | BC | Diff | Pts     |
| ----- | ---------------------- | -- | - | -- | - | -- | -- | ---- | ------- |
| +001, | EHC Bülach (P)         | 10 | 6 | 3  | 1 | 66 | 30 | +36  | 52 (39) |
| +002, | SC Herisau             | 10 | 6 | 3  | 1 | 53 | 35 | +18  | 49 (36) |
| +003, | SC Lyss                | 10 | 5 | 4  | 1 | 46 | 38 | +8   | 45 (34) |
| +004, | HC Martigny            | 10 | 4 | 4  | 2 | 48 | 38 | +10  | 44 (34) |
| +005, | SC Langnau             | 10 | 5 | 4  | 1 | 41 | 47 | -6   | 40 (29) |
| +006, | Genève-Servette HC (P) | 10 | 0 | 10 | 0 | 15 | 89 | -74  | 10 (10) |

- En italique : relégué en 1re ligue